# Arsenal Firearms AF2011A1
La Arsenal Firearms AF2011A1 o AF-2011 A1 Second Century è la «prima e sola» pistola semiautomatica, di produzione industriale al mondo, con la doppia canna a corto rinculo. Essa ha un doppio caricatore da 8 colpi ciascuno, più due in canna, per una capacità totale di 18 proiettili. 
La pistola è stata progettata in Italia da Nicola Bandini ed è prodotta in Italia dall'azienda italo-russa Arsenal Firearms, viene commercializzata negli Stati Uniti a partire dal 2015.

## Storia
Il progettista Nicola Bandini insieme al finanziere appassionato di armi russo Dimitry Streshinskiy fondano a Gardone Val Trompia nel 2011 il Gruppo Arsenal Firearms. La nuova azienda segue la filosofia di innovare strategicamente il mondo conservatore delle pistole.
La pistola AF2011A1 viene progettata con modellazione 3D e stereolitografia dei pezzi e in soli 6 mesi viene prodotta e presentata per la prima volta a Norimberga all'IWA 2012 il 9 marzo.
L'azienda, per la AF2011A1, riceve nel giugno 2014 l'autorizzazione per l'immissione in commercio negli USA dall'United States Department of Justice, Bureau of Alcohol, Tobacco, Firearms and Explosives (BATFE).
Successivamente nel settembre 2015 a seguito di un accordo commerciale intercorso con la International Firearm Corporation, la pistola viene commercializzata nel mercato USA, a seguito di quest'accordo nasce la International Firearm Corporation ad Oklahoma city.

### Precedenti storici
Non esistono altri esempi in tutta la produzione di armi mondiale di pistole semiautomatiche con doppia canna appaiata prodotte industrialmente e commercializzate.
Un brevetto del 1916 l'US1202707 depositato in America dall'italiano Carmine A. Grieco è molto simile alla AF2011A1. Esso propose la stessa soluzione delle canne appaiate, però questo brevetto non ebbe alcun seguito costruttivo.
In epoca recente una pistola della categoria (armi con vernice marcatore) Paintball Gun la CCI Phantom Phoenix Double Barrel Stock Class è stata costruita per un breve tempo.
Altri esempi storici con qualche elemento in comune con la AF2011A1 sono la: 
- Flieger-Doppelpistole 1919, prototipo di pistola a doppia canna appaiata di produzione svizzera.[11]
- Fyodorov–Shpagin Model 1922, prototipo di pistola mitragliatrice pesante sperimentale russa.[12][13][14]
- Onorati SMG brevetto del 1936, pistola a doppia canna appaiata semiautomatica.[15][16]
- Olin/Winchester Salvo Rifle, 1956 prototipo di fucile automatico a doppia canna appaiata di produzione americana.[17]
- ITM Model 3 e la ITM Model 4 costruite negli USA prima del 1990, essa consistono in due pistole con canne sovrapposte e sfalsate, con 2 caricatori delle pallottole posti in serie e comandate da un solo grilletto posto nel mezzo degli stessi caricatori/impugnature.[18]

## Caratteristiche
La AF 2011 A1 è una pistola a singola azione con 8 colpi per ognuno dei due caricatori, essa spara due colpi contemporaneamente ed è industrialmente la prima realizzazione mondiale che utilizza questo sistema per determinare un maggiore potere di arresto. Infatti, la pistola è stata così progettata per garantire un potere di arresto di 259 gr (460 grani), grazie ai due proietti del peso ciascuno di 29,80 gr sparati contemporaneamente. 
Inoltre, il caricatore con 8 x 2 cartucce può essere svuotato in soli 3 secondi.
Concettualmente essa deriva dal gemellaggio di due Colt M1911, pur comportando la sua realizzazione industriale l'intera riprogettazione di tutte le sue componenti strutturali con una più alta qualità meccanica rispetto al modello ispiratore.
Essa è disponibile nei calibri .45 ACP e .38 Super e in tre varianti: Standard, Dueller e Dueller Prismatic.
Il peso del modello Dueller è di 2,00 kg mentre il costo della stessa, negli USA, oscilla, secondo il modello, da 4,799 a 7,224 $ (al gennaio 2016).
La costruzione del telaio è ottenuta partendo da un acciaio ad alta resistenza al 39NiCrMo lavorato al tornio, il carrello, invece, è ottenuto da fusione. Possiede due grilletti separati, alleggeriti da fori, che possono sparare in coppia o singolarmente. Ha un solo cane che agisce contemporaneamente su due percussori indipendentemente dal grilletto schiacciato; in altri termini spara sempre due colpi contemporaneamente anche agendo su un solo grilletto. Inoltre, è costruita con estrattori diritti e lucidati a specchio, cosa che garantisce, a fronte di più alti costi produzione, la massima affidabilità meccanica. 
I due caricatori in lamierino da 8 proiettili sono affiancati e sostenuti da un unico pad di sostegno. Grazie al corretto bilanciamento dell'arma, il rinculo della stessa si mantiene entro livelli più che accettabili pur sparando allo stesso tempo, con le due canne affiancate, due colpi calibro .45 ACP.
Qualora una delle canne non facesse partire il colpo, la pistola si blocca finché non viene liberata con lo scarrellamento a mano e con un nuovo ciclo di caricamento.

## Modelli
È disponibile in diversi allestimenti e costi e in tre versioni diverse.

### Versioni
- Modello standard:

Pistola a doppia canna di pistola ispirata alla M1911; pesa 1,850 kg è lunga 220 mm con canna lunga 125 mm.
- Dueller:

Rispetto alla Standard dispone di un barilotto da 6,5 pollici di acciaio inox con scivolo seghettato e set di grilletti personalizzati; pesa 2,000 kg è lunga 260 mm con canna lunga 165 mm.
- Dueller prismatico:

Caratteristiche principali come la Dueller, con in più due compensatori esterni e grip tattici G10.

## Media e videogiochi
La AF2011A Dueller Prismatic è stata usata dal "cattivo" il signor Hinx nel film di James Bond Spectre nel 2015.